# Eric Heffer
Eric Samuel Heffer (* 12. Januar 1922 in Hertford; † 27. Mai 1991 in Liverpool) war ein britischer Politiker.

## Biografie
Nach Beendigung der Schulausbildung begann er 1936 eine Berufsausbildung als Zimmerer und Tischler, war als solcher ohne Ableistung des Militärdienstes während des Zweiten Weltkriegs bei der Royal Air Force (RAF) beschäftigt und übte diesen Beruf auch nach Kriegsende weiter aus. Zunächst war er Mitglied der Communist Party of Great Britain (CPGB), die er jedoch Ende der 1940er-Jahre verließ. Danach wurde er Mitglied der Labour Party und war deren Vorsitzender in Liverpool von 1959 bis 1960.
Seine eigentliche politische Laufbahn begann er 1960 mit der Wahl zum Mitglied des Stadtrates (City Councillor) von Liverpool, dem er bis 1966 angehörte.
1964 wurde er als Kandidat der Labour Party erstmals zum Mitglied des Unterhauses (House of Commons) und vertrat dort bis zu seinem Tod den Wahlkreis Liverpool-Walton. Als Abgeordneter war Heffer ein traditioneller Sozialist im linken Parteiflügel der Labour Party, der Kollektiveigentum favorisierte und als strikter Unilateralist jeder Tendenz zur politischen Mitte misstraute. Daher war er gemeinsam mit seinem Parteifreund Reg Freeson einer der schärfsten Kritiker des umstrittenen Industrial Relations Act 1971 der konservativen Regierung von Premierminister Edward Heath.
Während der zweiten Amtszeit von Premierminister Harold Wilson war er von März 1974 bis 1975 Staatsminister bei Industrieminister Tony Benn.
1983 bewarb er sich für das Amt des Vorsitzenden der Labour Party. Allerdings erhielt er nach dem zum Vorsitzenden gewählten Neil Kinnock und dem weiteren Kandidaten Roy Hattersley nur die drittmeisten Stimmen.
Zuletzt kandidierte er 1988 für die Funktion des Stellvertretenden Vorsitzenden der Labour Party, unterlag jedoch erneut Roy Hattersley sowie dem Zweitplatzierten John Prescott.
Kurz nach seinem Tod erschien 1991 seine Autobiografie posthum unter dem Titel „Never A Yes-Man“.

## Veröffentlichungen
- Trade unions in Britain, 1972
- The class struggle in parliament, 1973
- Towards democratic socialism, 1981
- Eric Heffer speaking to, & answering questions at a members meeting in Sheffield during the election for the Labour leadership , 1983
- Labour's future, 1986
- Why I Am a Christian, 1991